# Aeroportul Vidyanagar
Aeroportul Vidyanagar (IATA: VDY, ICAO: VOJV) este un aeroport din Karnataka, India ce deservește zona Bellary⁠(d). Aeroportul a fost tranzitat în decembrie 2022 de 5.318 pasageri.
Aeroportul dispune de o singură pistă.